# Johann Bernhard Fischer von Erlach
Johann Bernhard Fischer von Erlach, (født 20. juli 1656 i Graz, Østrig, død 5. april 1723 i Wien) var en østrigsk arkitekt under barokken.
Johann Bernhard Fischer blev uddannet som billedhugger af sin far, billedhuggeren Johann Baptist Fischer. Han fortsatte uddannelsen i Rom i årene 1670 til 1686. Her arbejdede han i tyroleren Johann Paul Schors (Giovanni Paolo Tedesco) værksted som elev af hans søn Philipp Schor. Her fik han kontakt med barokarkitekten Gian Lorenzo Bernini og kredsen omkring dronning Kristina af Sverige. Især med hendes antikvaren Pietro Bellori og jesuiten Athanasius Kircher.
Efter hjemkomsten til Graz i 1686 var Fischer beskæftiget som stukkaturarbejder (Ferdinand II's mausoleum ). I 1688 kom han til Wien, hvor han primært arbejdede som arkitekturunderviser for tronfølgeren, ærkehertug Josef, og som arkitekt. Han planlagde den monumentale Habsburg-residens Schönbrunn og byggede fra 1693 til 1699 fire kirker i Salzburg (fx Kollegienkirke). I 1696 fik han adelstitlen ”von Erlach”. I 1705 blev Fischer von Erlach udnævnt Oberbauinspektor am kaiserlichen Hofe. Efter Fischers død i 1723 overtog hans søn, Joseph Emanuel Fischer von Erlach, byggeprojekterne.
Fischer von Erlachs arkitekturteoretiske traktat med titlen "Entwurff Einer Historischen Architectur" fra 1721 er den første verdensarkitekturhistorie. Bogen begynder med en arkæologisk rekonstruktion af verdens syv underværker. Derefter præsenteres antikke romerske og græske byggeikoner. Andre kapitler viser arkitekturer fra mellemøsten, Persien, Kina og Siam. Traktaten slutter af med et udvalg af Fischers egne bygninger og projekter. Endelig findes en præsentation af arkæologisk rekonstruerede og selvopfundne vaser.
Fischer von Erlachs arkitektoniske mesterværk er Karlskirche i Wien påbegyndt i 1715.

## Skrevet om Johann Bernhard Fischer von Erlach
- Kreul, Andreas: Johann Bernhard Fischer von Erlach 1656–1723. Regie der Relation. Forlag Anton Pustet, Salzburg/München 2006, 448 S., ISBN 3-7025-0534-2
- Sedlmayr, Hans: Johann Bernhard Fischer von Erlach, DVA, ISBN 3-421-03135-5

- Wikimedia Commons har flere filer relateret til Johann Bernhard Fischer von Erlach